# Zăbala
Zăbala es una comuna ubicada en el distrito de Covasna, Rumania.

## Superficie
Posee una superficie de 125,8 kilómetros cuadrados.

## Demografía
Hasta 2021 la población era de 4332 habitantes, con una densidad de población de 34,44 habitantes por kilómetro cuadrado.